# Igeltjärnen (Stora Skedvi socken, Dalarna)
Igeltjärnen är en sjö i Säters kommun i Dalarna och ingår i Dalälvens huvudavrinningsområde.